# 14 de mayo
El 14 de mayo es el 134.º (centésimo trigésimo cuarto) día del año en el calendario gregoriano y el 135.º en los años bisiestos. Quedan 231 días para finalizar el año.

## Acontecimientos
- 734: en la región de Kinki (zona de Kioto y Osaka) se registra un terremoto (con epicentro desconocido) que deja «muchos» muertos.
- 756: en España, Abderramán I vence a Yusuf al-Fihri (emir de Damasco) en la batalla de Alameda. Luego ocupa Córdoba y se erige en emir independiente.
- 841: los vikingos, liderados por Oscherus (que en la mitología nórdica es llamado Asgeirr), empiezan a incursionar frecuentemente en el valle del río Sena, robando en las aldeas hasta Ruan. Saquearon también el monasterio de Saint-Ouen y de Jumièges. La abadía de Fontenelle (Saint Wandrille) se libró del robo mediante el pago de seis libras de plata.
- 1097: en Nicea, los soldados de la Primera Cruzada comienzan el sitio a la ciudad.
- 1264: en la batalla de Lewes (Francia) capturan a Enrique III de Inglaterra, por lo que Simón de Montfort se vuelve gobernante de facto de Inglaterra.
- 1407: en Francia, el papa de Aviñón Benedicto XIII (antipapa) desembarca en Villefranche y gana de nuevo Niza para tratar de poner fin al Gran Cisma.
- 1416: en la ciudad de Andong (provincia de Gyeongsang-do, en Corea del Sur) un terremoto demuele todas las viviendas (que en esa época se construían con adobe).
- 1483: en Francia sucede la coronación de Carlos VIII el Amable (f. 1498), quien invadiría Italia.
- 1500: Brasil pasa al dominio de Portugal.
- 1509: en Italia, los franceses derrotan a los venecianos en la batalla de Agnadello.
- 1514: en España comienza a funcionar el Correo Mayor de las Indias. La Corona española se lo asignó a perpetuidad a Lorenzo Galíndez de Carvajal.
- 1541: en Roma, el papa Paulo III expide la bula que crea el obispado de Lima (Perú), con lo que la iglesia levantada por el conquistador Francisco Pizarro se convierte en catedral.
- 1570: en Roma, el papa san Pío V crea la primera diócesis en Argentina: Córdoba del Tucumán, que tiene como sede la catedral de Santiago del Estero.
- 1570: en Paraguay, Ruy Díaz de Melgarejo funda la aldea de Villarrica.
- 1607: en el actual Estados Unidos se funda la colonia británica de Jamestown (Virginia).
- 1608: en Auhausen (Alemania) se funda la Unión Protestante.
- 1608: a orillas del mar Adriático, cerca de Tivat (Montenegro), unos 250 km al sur de Sarajevo, se registra un terremoto, sin más datos.
- 1610: en París (Francia), el fanático católico François Ravaillac apuñala y mata a Enrique IV, rey de Francia. Luis XIII asciende al trono.
- 1643: en Francia, Luis XIV (de cuatro años de edad) es coronado rey tras la muerte de su padre, el rey Luis XIII. Gobierna el Cardenal Mazarino.
- 1647: en Santiago de Chile, a las 2:30 UTC se registra un terremoto de magnitud 8,5 en la escala sismológica de Richter (intensidad de 11) y un tsunami, que provocan entre 1000 y 2000 muertos.
- 1699: en México se funda el poblado de San Pedro Caro.
- 1706: en Italia, tropas hispano-francesas comienzan el sitio de Turín.
- 1747: en el marco de la guerra de sucesión austriaca la flota británica al mando del almirante George Anson derrota a los franceses en la primera batalla del cabo Finisterre.
- 1769: desde España, el rey Carlos III envía misioneros franciscanos a California fundando San Diego, Santa Bárbara, San Francisco y Monterrey, comenzando la colonización del territorio.
- 1777: en Madrid, el rey Carlos III, crea por Real Cédula el Protomedicato de Caracas, comenzando de esta manera los estudios de medicina en Venezuela.
- 1782: en el Estado Carabobo (Venezuela) se funda la aldea de Naguanagua.
- 1784: en Francia, por insistencia de La Fayette, el ministro de finanzas (Charles Alexandre de Calonne), publica un decreto haciendo que los puertos de Bayona, Marsella, Dunkerque y Lorient se abran al comercio exterior franco-estadounidense.
- 1787: en Filadelfia (Pensilvania) se reúnen delegados para comenzar a escribir una constitución.
- 1796: en Inglaterra, Edward Jenner administra la primera vacuna antivariólica a un niño de ocho años de edad.
- 1799: en España, una tormenta rompe la presa de El Gasco, del ingeniero Carlos Lemaur.
- 1801: en Libia, el sultán Yusuf Caramanli hace arriar la bandera del consulado estadounidense en Trípoli (Libia).
- 1804: la expedición de Lewis y Clark parte desde Camp Dubois (Estados Unidos) y comienza su viaje río arriba por el río Misuri.
- 1811: en Asunción (Paraguay) estalla un movimiento revolucionario independentista, dirigido por Pedro Juan Caballero, Fulgencio Yegros y José Gaspar Rodríguez de Francia, entre otros.
- 1811: en Brasil comienza a circular el periódico Idade d'Ouro do Brazil, primera gaceta de Bahía y segunda de Brasil.
- 1813: en Chile se libra la Batalla de San Carlos. José Miguel Carrera, en ese entonces Gobernante de Chile, fue nombrado Comandante en Jefe del ejército patriota, y enfrentó la invasión española. El resultado fue un triunfo para las fuerzas patriotas, que con 300 hombres atacaron a los españoles comandados por Antonio Pareja, a cargo de un ejército de 1000 hombres y 26 cañones livianos. El ejército chileno logró capturar a 60 españoles y varios de sus cañones, logrando que los realistas debieran retirarse hacia Chillán.
- 1813: de Cúcuta parte el ejército conducido por Simón Bolívar con destino a Venezuela. Lo integran brillantes oficiales granadinos y venezolanos, por lo que esta campaña recibe el nombre de Campaña Admirable.
- 1814: en Montevideo (Uruguay), el almirante irlandés William Brown, al mando de una escuadrilla argentina de 7 buques que sitiaba Montevideo, comienza su ataque a una escuadra española de 9 buques, a la vista de miles de personas.
- 1814: regresa a España el rey Fernando VII después de haber sufrido cautiverio en Francia.
- 1827: en Francia, se inaugura la primera línea ferroviaria para el transporte de carbón, desde Saint-Etienne hasta Andrézieux.
- 1830: en Ecuador se crea la república, según su primera constitución.
- 1833: el Parlamento británico aprueba la abolición de la esclavitud de los negros.
- 1836: en Velasco (Texas), el general secuestrado Antonio López de Santa Anna, para recuperar su libertad firma el Tratado de Velasco, el gobierno reconoce la independencia de la República de Texas.
- 1861: cerca de Barcelona (España) cae el meteorito Canellas, de 859 gramos y tipo condrita.
- 1863: en los Estados Unidos —en el marco de la guerra civil estadounidense— se libra la batalla de Jackson.
- 1868: en Japón se desata la Guerra Boshin: fin de la batalla del castillo Utsunomiya, las fuerzas del shogunado se retiran hasta Aizu por Nikkō.
- 1869: en Schilpario (Bérgamo, Italia) se inician los primeros motines por la igualdad social. Se protesta contra los asientos separados en la iglesia para las personas ricas.
- 1870: en Nelson (Nueva Zelanda) se juega el primer partido de rugby, entre el colegio Nelson y el Nelson Rugby Football Club.
- 1877: en Concepción del Uruguay (Entre Ríos) se funda la Asociación Educacionista «La Fraternidad», que posteriormente daría vida a la Universidad de Concepción del Uruguay.
- 1878: en la ciudad de Salem (Massachusetts) comienza el último juicio contra la brujería en los Estados Unidos ―en recuerdo de los famosos juicios por brujería en Salem, de 1692―, cuando una tal Lucretia Brown, seguidora de la secta Ciencia Cristiana, acusa a otro sectario llamado Daniel Spofford (expulsado de la secta por la propia líder Mary Baker Eddy) de intentar dominarla mediante sus «poderes mentales». Los jueces anulan el caso.
- 1879: la República Argentina entrega las tierras de Villa Occidental (en la provincia del Chaco) a la República del Paraguay. La medida fue por el fallo arbitral del presidente de Estados Unidos.
- 1885: en  Saskatchewan (Canadá) ―en el marco de la Rebelión del Noroeste (1885)―, empieza la batalla de Batoche, de cuatro días, en la que el gobierno canadiense vencerá a los rebeldes metís (grupo étnico independiente surgido en Canadá a partir de la unión entre mujeres de las Primeras Naciones ―como los cree y ojibwa― y empleados europeos ―especialmente franceses y británicos― de la Compañía de la bahía de Hudson).
- 1889: en la Opéra-Comique de París se estrena la ópera Esclarmonde (de Jules Massenet, con libreto de Alfred Blau y Louis de Gramont).
- 1889: en Londres (Inglaterra) se inaugura el instituto de caridad NSPCC contra la crueldad infantil.
- 1897: en Italia, el físico Guglielmo Marconi hace su primera transmisión telegráfica sin hilos.
- 1899: en Montevideo (Uruguay), se funda el Club Nacional de Football, primer club de fútbol criollo de América.
- 1900: en París (Francia) comienzan las Olimpiadas de verano.
- 1910: los llanos de Balbuena, el piloto mexicano Miguel Lebrija realiza el segundo vuelo en México, en un avión francés Bleriot.
- 1911: en Chilpancingo (México), las fuerzas revolucionarias de Julián Blanco y Laureano Astudillo vencen a los porfiristas y toman la ciudad (defendida por ochocientos soldados de línea).
- 1911: en Iguala (Guerrero), las fuerzas revolucionarias del general Ambrosio Figueroa Mata, perforando paredes y luchando en las calles cuerpo a cuerpo, toman a sangre y fuego la ciudad, defendida por los porfiristas Dámaso F. Ortega y Eduardo Ocaranza. Esta acción constituyó una de las más importantes de la Revolución en el Estado.
- 1912: en Dinamarca adviene el trono Cristián X.
- 1913: William Sulzer, gobernador de Nueva York (Estados Unidos), aprueba los estatutos de la Fundación Rockefeller, la cual comienza sus operaciones con una donación de 100 millones de dólares de John D. Rockefeller.
- 1914: en Turquía comienza el holocausto griego, de acuerdo con un documento oficial de Talaat Bey (el ministro del Interior) al prefecto de Esmirna.
- 1917: en el pueblo de Ojinaga (Chihuahua), hacen su entrada triunfal las fuerzas revolucionarias maderistas de Francisco Villa.
- 1919: se funda la Universidad de Concepción (Chile).
- 1920: en Rinconada, cerca de Apizaco, Tlaxcala, los aguaprietistas atacan las fuerzas del presidente Carranza. Este perdió más de 2000 soldados de su escolta, 24 vagones con considerables bagajes, timbres de correo, y barras de oro y plata. Ante la pérdida, el presidente Carranza ―que intentaba llegar al puerto de Veracruz para establecer allá su gobierno― se internó con pocas personas de su comitiva, en la Sierra Norte de Puebla. Entre sus escoltas iban jóvenes cadetes del Colegio Militar.
- 1925: en los Estados Unidos se publica la novela Mrs. Dalloway, de Virginia Woolf.
- 1926: el dirigible Norge completa el vuelo transártico, llegando a Teller (Alaska).
- 1927: en Alemania, bautismo del barco Cap Arcona de Blohm & Voss, en Hamburgo.
- 1927: en la universidad de Chicago (Estados Unidos) se legaliza la organización Fi Sigma bajo las leyes del estado de Illinois como Eta Sigma Phi, la Fraternidad Honoraria Clásica Nacional.
- 1931: en Ådalen (Suecia), soldados del ejército asesinan a cinco personas que realizaban una manifestación pacífica.
- 1931: en Italia, un grupo de fascistas golpea al compositor y director de orquesta Arturo Toscanini por negarse a ejecutar con su orquesta el himno fascista Giovinezza (‘juventud’).
- 1935: en Filipinas se ratifica un acuerdo de independencia.
- 1935: en Estados Unidos, Carl Magee inventa el parquímetro.
- 1939: la peruana Lina Medina (de 5 años de edad) se convierte en la madre más joven de la historia médica.
- 1940: en el marco de la Segunda Guerra Mundial, la ciudad neerlandesa de Róterdam es bombardeada por 57 bombarderos Heinkel 111 de la Luftwaffe (la fuerza aérea nazi alemana). Mueren 814 personas.
- 1940: en el marco de la Segunda Guerra Mundial, los Países Bajos se rinden a Alemania.
- 1941: en Escocia, Rudolf Hess —lugarteniente y amigo personal de Hitler— desciende sorpresivamente en paracaídas.
- 1942: el buque petrolero Potrero del Llano, mexicano, neutral y sin escolta, fue torpedeado y hundido por el U-564 de Alemania.
- 1943: en Australia, un submarino japonés hunde el barco hospital australiano Centauro cerca de las costas de Queensland.
- 1948: en Israel, David Ben Gurión declara la independencia y nombra presidente provisional al científico Chaim Weizmann. Inmediatamente después de la declaración, los estados árabes atacan.
- 1948: en el atolón Enewetak, Estados Unidos detona la bomba atómica Zebra (de 18 kilotones), la octava de la Historia humana.
- 1949: en Argentina, el gobierno de Juan Domingo Perón nacionaliza el último ferrocarril extranjero en el país: el Ferrocarril Central de Buenos Aires.
- 1953: el futbolista argentino Ernesto Grillo hace el memorable gol del empate en el partido en el que la selección argentina le ganó por primera vez a la selección británica.
- 1954: en una barcaza sobre el cráter de la bomba Ivy Mike (detonada el 1 de noviembre de 1952), en el atolón Enewetak, Estados Unidos detona la bomba de hidrógeno Néctar, de 1690 kilotones. En comparación, la bomba atómica Little Boy (la que detonó en Hiroshima) fue de 16 kt.
- 1955: ocho países comunistas (incluida la Unión Soviética) firman un tratado de defensa mutua: el Pacto de Varsovia.

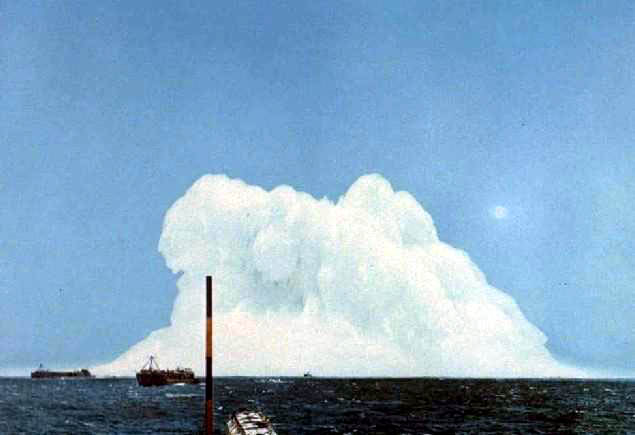
La explosión de la bomba atómica Wigwam, a 600 m de profundidad.

- 1955: a 970 km al oeste-suroeste de San Diego (California), Estados Unidos detona bajo el océano la bomba atómica Wigwam, de 30 kilotones. Es la bomba n.º 66 de las 1054 que detonó Estados Unidos entre 1945 y 1992.
- 1961: una multitud de estadounidenses enfurecidos incendia el ómnibus de los Freedom Riders cerca de Anniston (Alabama) y golpean a los defensores de los derechos civiles.
- 1961: en Mónaco, Stirling Moss gana la carrera Grand Prix.
- 1962: en Atenas (Grecia) contraen matrimonio los reyes de España, don Juan Carlos I y doña Sofía de Grecia.
- 1964: en los Estados Unidos, el presidente Lyndon Johnson prohíbe a todos los países del mundo que le vendan medicinas o alimentos a Cuba. Al día siguiente, un editorial del New York Times señala: «No es esta la manera de ganar la Guerra Fría contra Cuba ni el modo de presentar al mundo una imagen de un Estados Unidos civilizado».
- 1964: en Italia la policía arresta por primera vez a Luciano Liggio, mafioso siciliano llamado «la Prímula Rossa». Resulta absuelto por insuficiencia de pruebas en 1969.
- 1964: en Egipto se concluyen los trabajos de construcción de la presa de Asuán (la inauguración será el 15 de enero de 1971).
- 1968: visita oficial del general Charles de Gaulle (presidente de Francia) a Rumanía.
- 1969: en Canadá se legaliza el aborto
- 1969: en Tromsø, Noruega se produjo un incendio que asoló la ciudad.
- 1970: en Alemania se establece la Rote Armee Fraktion (‘Fracción del Ejército Rojo’).
- 1970: el dúo estadounidense, The Carpenters lanza su éxito (They Long to Be) Close to You.
- 1973: en Chapecó (Brasil) se funda la Associação Chapecoense de Futebol
- 1973: en Cabo Cañaveral (Estados Unidos) la NASA lanza el Skylab, la primera estación espacial. Es el último lanzamiento de un cohete Saturno.

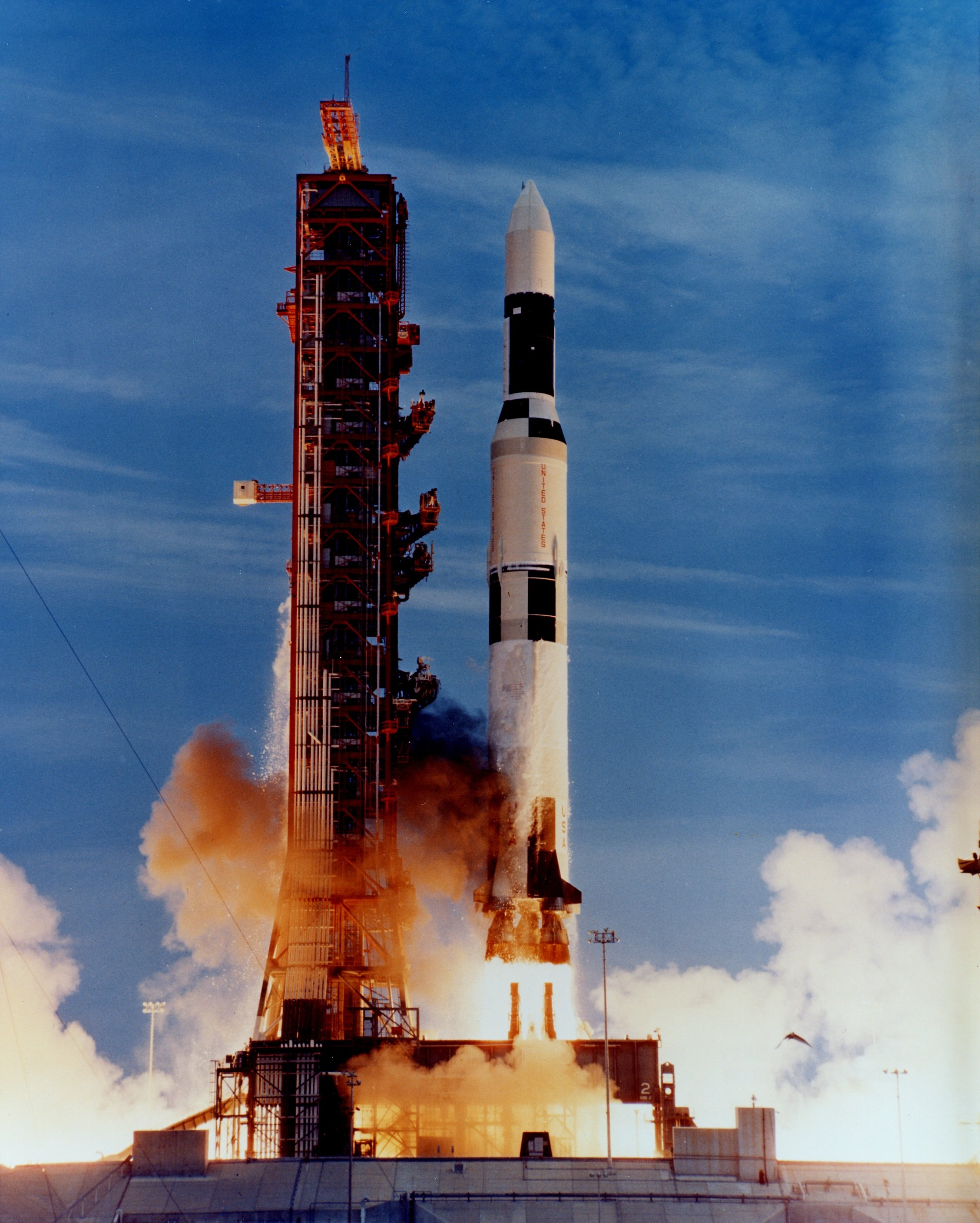
Lanzamiento del Saturno INT-21, cargando la estación espacial Skylab.

- 1973: Estados Unidos aprueba la igualdad de derechos entre hombres y mujeres en el ejército.
- 1975: en Alemania se funda Gepa, la principal central de importaciones del comercio solidario alemán.
- 1976: en Brasil se funda la ciudad de Minaçu, en el estado de Goiás.
- 1977 en Milán (Italia), durante las manifestaciones de protesta luego del asesinato de Giorgiana Masí del 12 de mayo, un grupo de autónomos salen con fusiles y pistolas de un supermercado que estaba siendo saqueado y hacen fuego sobre las fuerzas policiales, hiriendo gravemente al vicebrigadier de Seguridad Pública, Antonio Custra, quien morirá al día siguiente.
- 1977: en Madrid, don Juan III de Borbón, renuncia a sus derechos a la Corona española en favor de su hijo Juan Carlos.
- 1977: el piloto de automovilismo estadounidense Tom Sneva obtuvo la pole position de las 500 Millas de Indianápolis, logrando por primera vez una vuelta oficial al Indianapolis Motor Speedway a un promedio de velocidad superior a las 200 mph (321,869 km/h).
- 1978: en Alto Volta se realiza la primera ronda de las elecciones presidenciales.
- 1979: en París, la física Yvonne Choquet-Bruhat es la primera mujer elegida para la Academia de Ciencias.
- 1980: durante la guerra civil de El Salvador, en Chalatenango se produce la masacre del Sumpul.
- 1981: el cosmonauta Dumitru Prunariu (Unión Soviética), en la nave Soyuz 40 logra unirse a la nave Salyut 6. El viaje duró 7 días, 20 horas y 42 minutos.
- 1986: en Francia, el corredor italiano de Fórmula 1 Elio de Ángelis tiene un terrible accidente en su Brabham en el circuito Paul Ricard durante una sesión de prueba. Fallecerá al día siguiente en el hospital de Marsella.
- 1986: en Alemania, el Instituto de Documentos de Guerra publica completo el Diario de Ana Frank.
- 1988: en los Estados Unidos, un conductor alcoholizado conduce por el carril opuesto y choca contra un autobús de un grupo de jóvenes cristianos. El choque y el incendio posterior mata a 27 personas.
- 1989: en Argentina, Carlos Saúl Menem es elegido presidente.
- 1992: el Congreso de los Diputados aprueba la Ley de Creación de la Universidad de La Rioja.[1]
- 1993: en los Estados Unidos, científicos estadounidenses prueban por primera vez un páncreas artificial en un paciente diabético de 38 años de edad.
- 1995: en Argentina, Carlos Saúl Menem es reelegido presidente.
- 1995: en Tíbet, Tenzin Gyatso (el dalái lama número 14), proclama a Gedhun Choekyi Nyima, de 6 años de edad, como la reencarnación 11 del Panchen Lama.
- 1996: Se estrena Older el tercer álbum de estudio del cantante británico George Michael.
- 1997: se forma la alianza global Star Alliance entre Air Canada, Lufthansa, SAS, Thai Airways International y United Airlines.
- 1997: comienza a emitir Radiocable.com, primera emisora de radio por Internet de España, dirigida por Fernando Berlín.
- 1998: 76 millones de personas ven el capítulo final de la serie de televisión Seinfeld en la NBC, tras su novena temporada.
- 1998 Fallece el cantante estadounidense Frank Sinatra a los 82 años, y debido al episodio final de Seinfeld, la ambulancia llegó rápidamente a la casa del cantante.
- 2000: la Lazio (equipo italiano de fútbol) consigue su segunda copa, superando a la Juventus el último día, recuperando 9 puntos a los blancos y negros en las últimas 8 jornadas.
- 2000: En Uruguay se celebran elecciones municipales, las primeras en su historia separadas de las presidenciales.
- 2002: en Sierra Leona, Ahmad Tejan Kabbah es elegido presidente (con 70,6% de los votos).
- 2003 en Hilla (Irak) se encuentran los restos de las víctimas de la masacre de Hilla, perpetrada por el régimen de Sadam Huseín.
- 2004: en el marco de la posguerra en Irak, Muqtada Al Sadr declara la yijad contra las tropas invasoras estadounidenses.
- 2004: la Corte Constitucional de Corea del Sur anula los cargos penales contra el presidente Roh Moo-hyun.
- 2004: en Dinamarca se celebra el matrimonio del entonces príncipe heredero Federico (actual rey) con la abogada australiana Mary Donaldson.
- 2004: en Nepal, un helicóptero europeo llega a la cima del monte Everest, pero no logra posarse ni descender la tripulación.
- 2005: en Brasil estalla la crisis política conocida como «escándalo del mensalão».
- 2005: en Ciudad del Vaticano, el papa Benedicto XVI observa su primera beatificación, elevando a la beata Marianne de Molokai al proceso de canonización hasta la santidad.
- 2005: en el Atlántico norte, la Marina estadounidense hunde deliberadamente el carguero América (CV-66) tras cuatro semanas de bombardeos. Es el barco más grande hundido como blanco en un ejercicio militar.
- 2006: estado de emergencia por lluvias en Nueva Inglaterra, Massachusetts y Nuevo Hampshire.
- 2006: en São Paulo (Brasil), una ola de ataques afecta a la policía brasileña.
- 2006: se producen en España manifestaciones por una vivienda digna, que habían sido convocadas anónimamente por correo electrónico.
- 2014: Sevilla queda campeón de la UEFA Europa League derrotando 4-2 a Benfica desde el punto penal
- 2015: en el partido de vuelta por los octavos de final de la Copa Libertadores, antes de iniciar el segundo tiempo, hinchas de Boca Juniors agredieron con gas pimienta al equipo visitante Plate, el partido fue suspendido, días después la Conmebol le dio el paso a cuartos de final a River Plate,  sancionó y descalificó a Boca de la Libertadores puso poner en riesgo la integridad de los jugadores del equipo River Plate.
- 2016: se celebra el 61.er Festival de la Canción de Eurovisión en Estocolmo (Suecia)
- 2018: se realiza un aterrizaje de emergencia durante el vuelo 8633 de Sichuan Airlines, al romperse uno de los parabrisas de la cabina.
- 2022: ocurre el tiroteo de Búfalo de 2022; dejando como saldo 10 muertos y tres heridos.

## Nacimientos
- 1314: Sergio de Rádonezh, religioso ruso, el más importante reformador monástico de la Rusia medieval, canonizado por el cristianismo (f. 1392).
- 1316: Carlos IV de Luxemburgo, emperador romano-germánico, rey de Bohemia (f. 1378).
- 1414: Francisco I de Bretaña, aristócrata francés (f. 1450).

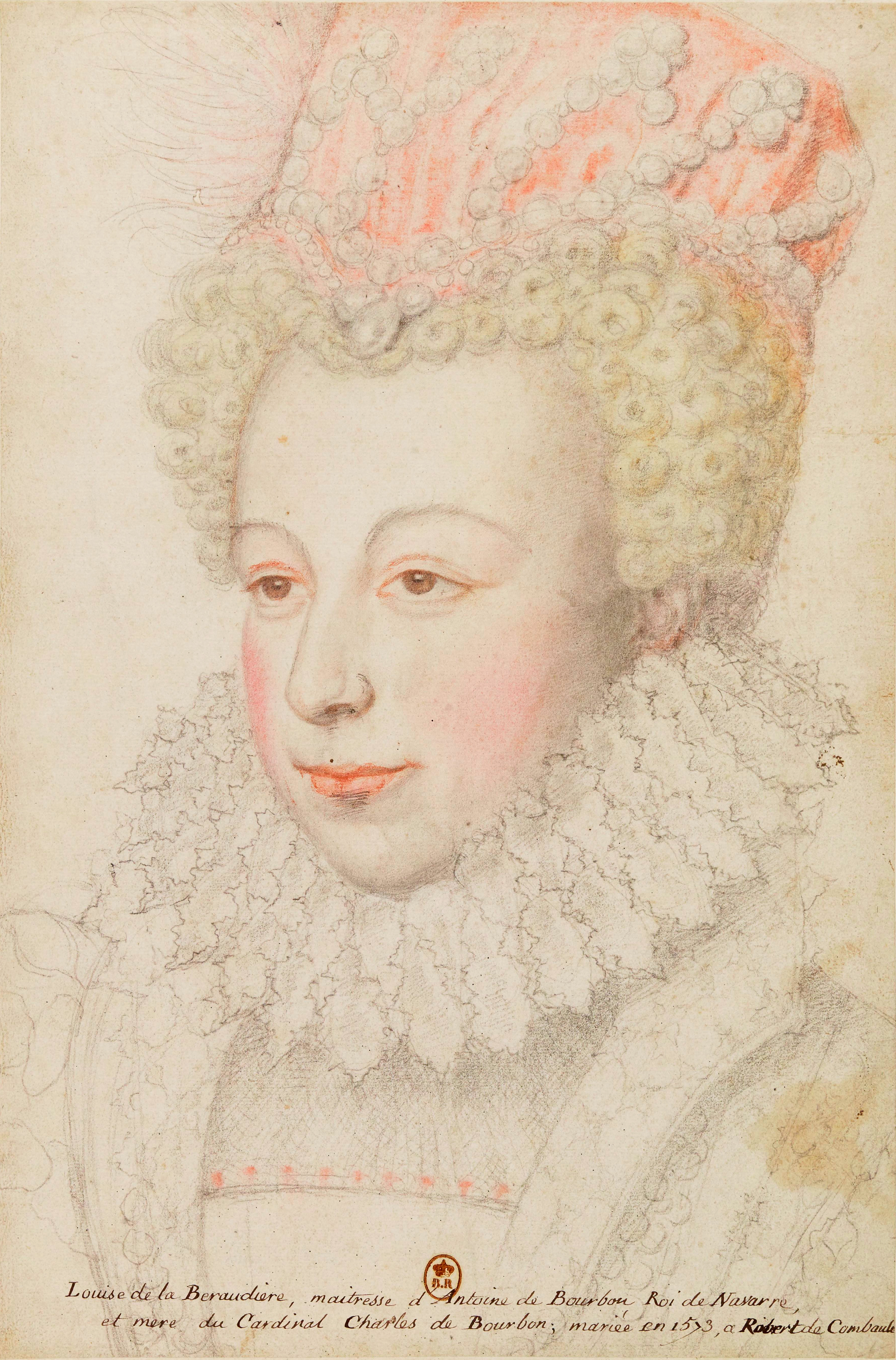
Margarita de Valois.

- 1553: Margarita de Valois, aristócrata francesa (f. 1615).
- 1574: Francesco Rasi, compositor, ejecutante de tiorba, y tenor italiano (f. 1621).
- 1594: Francisco de Médici, aristócrata italiano (f. 1614).
- 1657: Sambhaji, emperador indio (f. 1689).
- 1666: Víctor Amadeo II, aristócrata italiano (f. 1732).
- 1699: Hans Joachim von Zieten, general alemán (f. 1786).
- 1701: William Emerson, matemático y académico inglés (f. 1782)
- 1710: Adolfo Federico, rey sueco (f. 1771).
- 1725: Ludovico Manín, último doge (gobernador) veneciano (f. 1802).
- 1727: Thomas Gainsborough, pintor británico (f. 1788).
- 1759: Luis I, príncipe liechtensteiniano (f. 1805).

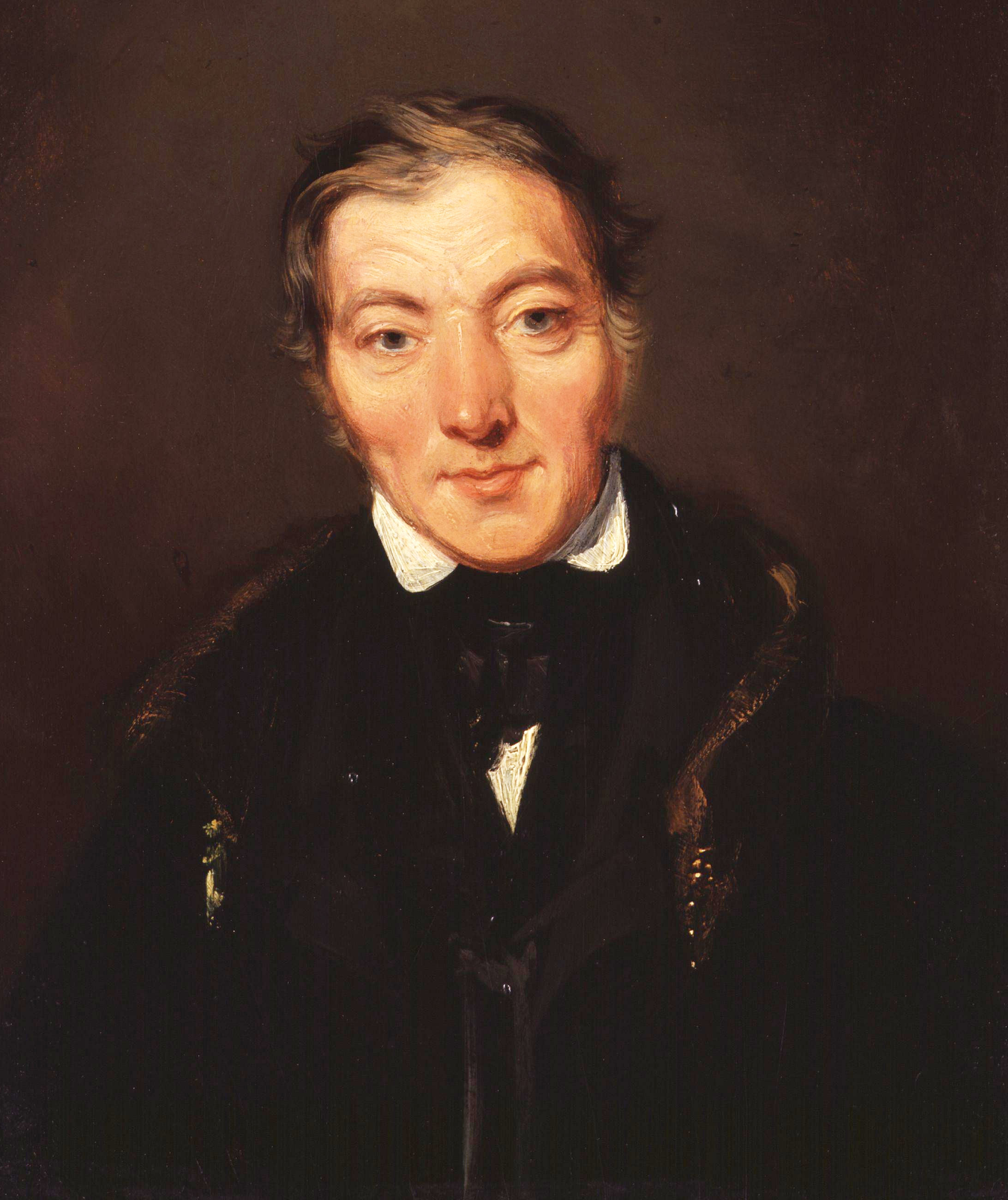
Robert Owen.

- 1771: Robert Owen, filósofo británico (f. 1858).
- 1771: Thomas Wedgwood, fotógrafo británico (f. 1805).
- 1807: Marcelino Andrés y Andrés, médico y botánico español (f. 1852).
- 1817: Alexander Kaufmann, poeta alemán (f. 1893).
- 1832: Rudolf Lipschitz, matemático alemán (f. 1903).
- 1837: José María Leyva, caudillo yaqui (f. 1887).
- 1852: Marie Émile Fayolle, mariscal francés (f. 1928).
- 1853: Claudio López Bru, empresario y filántropo español (f. 1925).
- 1854: María Pavlovna, aristócrata ruso (f. 1920).
- 1863: John Charles Fields, matemático canadiense (f. 1932).
- 1867: Taliaferro Clark, médico estadounidense, creador del experimento Tuskegee (f. 1948).
- 1867: Kurt Eisner, periodista y político alemán (f. 1919).
- 1868: Magnus Hirschfeld, médico alemán (f. 1935).
- 1869: Arthur Rostron, capitán británico (f. 1940).
- 1872: Elia Dalla Costa, cardenal italiano (f. 1961).
- 1875: Beppo Levi, matemático italiano (f. 1961).
- 1875: José Santos Chocano, poeta y escritor peruano (f. 1934).
- 1879: Frederick Englehardt, atleta estadounidense (f. 1942).
- 1879: Andrés Vladimirovich, príncipe ruso (f. 1956).
- 1880: Wilhelm List, militar alemán (f. 1971).
- 1881: Ed Walsh, beisbolista y entrenador estadounidense (f. 1959).
- 1884: Claudius Dornier, inventor alemán (f. 1969).
- 1885: Otto Klemperer, director de orquesta y compositor alemán (f. 1973).
- 1892: Jaime Bestard, pintor paraguayo (f. 1965).
- 1893: Louis Verneuil, actor y dramaturgo francés (f. 1952).
- 1895: José Royo Gómez, geólogo español (f. 1961).
- 1897: Sidney Bechet, compositor de jazz y músico estadounidense (f. 1959).
- 1899: Pierre Victor Auger, físico francés (f. 1993).
- 1900: Bonifacio Salinas Leal, militar y político mexicano (f. 1982).
- 1900: Hal Borland, escritor estadounidense (f. 1978).
- 1900: Leo Smit, compositor neerlandés (f. 1943).

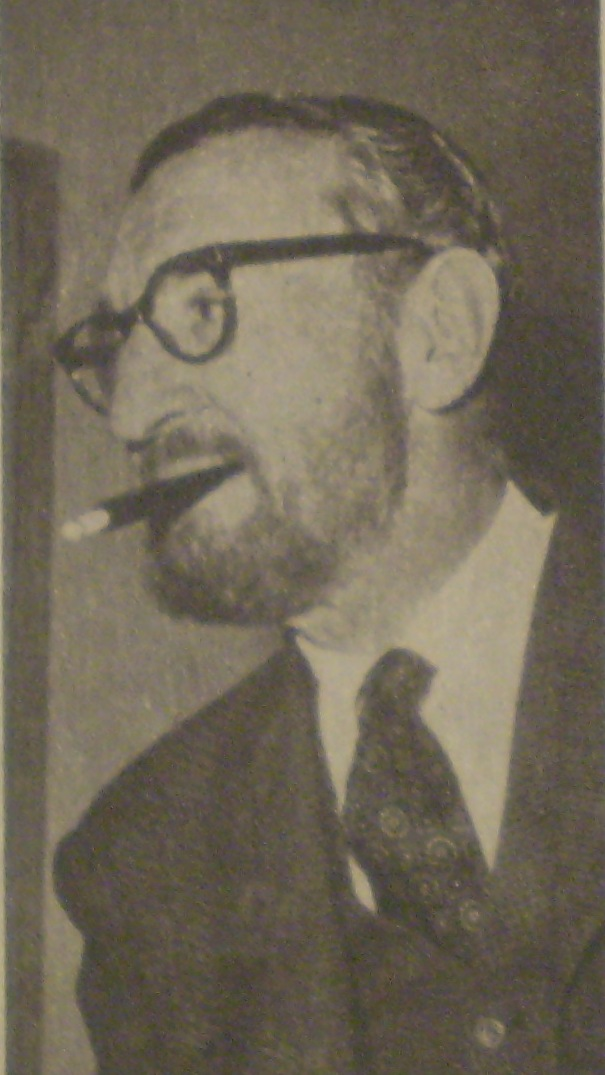
Mario Soffici.

- 1900: Mario Soffici, cineasta argentino (f. 1977).
- 1900: Edgar Wind, historiador anglo-alemán (f. 1971).
- 1901: Robert Ritter, psicólogo alemán (f. 1951).
- 1903: Billie Dove, actriz estadounidense de cine mudo (f. 1997).
- 1904: Hans Albert Einstein, profesor estadounidense, hijo de Albert Einstein (f. 1973).
- 1905: Antonio Berni, pintor argentino (f. 1981).
- 1905: Arturo B. de la Garza, abogado y político mexicano (f. 1952).
- 1905: Jean Daniélou, religioso francés (f. 1974).
- 1905: Herbert Morrison, periodista radiofónico estadounidense (f. 1989).
- 1905: Ari Shtérnfeld, matemático e ingeniero soviético de origen polaco (f. 1980).
- 1907: Ayub Khan, presidente pakistaní (f. 1974).
- 1907: Vicente Enrique y Tarancón, cardenal y arzobispo español (f. 1994).
- 1908: Betty Jeffrey, enfermera australiana (f. 2000).
- 1913: Konstantinos Apostolos Doxiadis, arquitecto griego (f. 1975).
- 1915: César Rengifo, pintor realista venezolano (f. 1980).
- 1916: Marco Zanuso, arquitecto italiano (f. 2001).
- 1917: Lou Harrison, compositor estadounidense (f. 2003).
- 1918: Marie Smith, última hablante del idioma eyak (f. 2008).
- 1921: Richard Deacon, actor estadounidense (f. 1984).

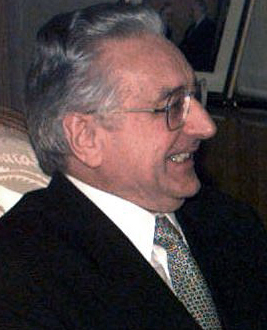
Franjo Tuđman.

- 1922: Franjo Tuđman, presidente croata (f. 1999).
- 1924: Joly Braga Santos, director de orquesta y compositor portugués (f. 1988).
- 1925: Tristram Cary, compositor británico (f. 2008).
- 1925: Oona O'Neill, esposa de Charlie Chaplin (f. 1991).
- 1925: Graciela Romero, escritora y asistenta social chilena (f. 2011).
- 1925: Ana Raquel Satre, soprano uruguaya (f. 2014).
- 1926: Eric Morecambe, cómico y actor estadounidense (f. 1984).
- 1927: Herbert W. Franke, escritor alemán de ciencia ficción.
- 1929: Henry McGee, actor británico (f. 2006).
- 1930: Juan Carlos Saravia, cantautor folclórico argentino, del grupo Los Chalchaleros.(f. 17-01-2020)
- 1932: Mario Bichón, político chileno (f. 2013).
- 1932: Richard Estes, pintor estadounidense.
- 1932: Felipe Osterling Parodi, escritor y político peruano.
- 1933: Siân Phillips, actriz británica.
- 1934:  Campo Elías Delgado, asesino colombiano, veterano de Vietnam (f. 1986).
- 1935: Roque Dalton, poeta y guerrillero salvadoreño (f. 1975).
- 1936: Bobby Darin, cantante y músico pop estadounidense (f. 1973).
- 1937: Göran Tunström, escritor sueco (f. 2000).
- 1940: Herbert Jones, militar británico (f. 1982).
- 1941: Lito Cruz, actor y director argentino.
- 1942: Valeriy Brumel, atleta rusa (f. 2003).
- 1942: Tony Pérez, beisbolista cubano.
- 1943: Jack Bruce, músico británico, de la banda Cream (f. 2014).
- 1943: Tania León, directora de orquesta, pianista y compositora cubana.
- 1943: Antonio Pérez de la Cruz Blanco, abogado y jurista español.
- 1943: Ólafur Ragnar Grímsson, presidente islandés.
- 1943: José Manuel Urtain, boxeador español.
- 1944: Tamara Dobson, actriz y modelo estadounidense (f. 2006).

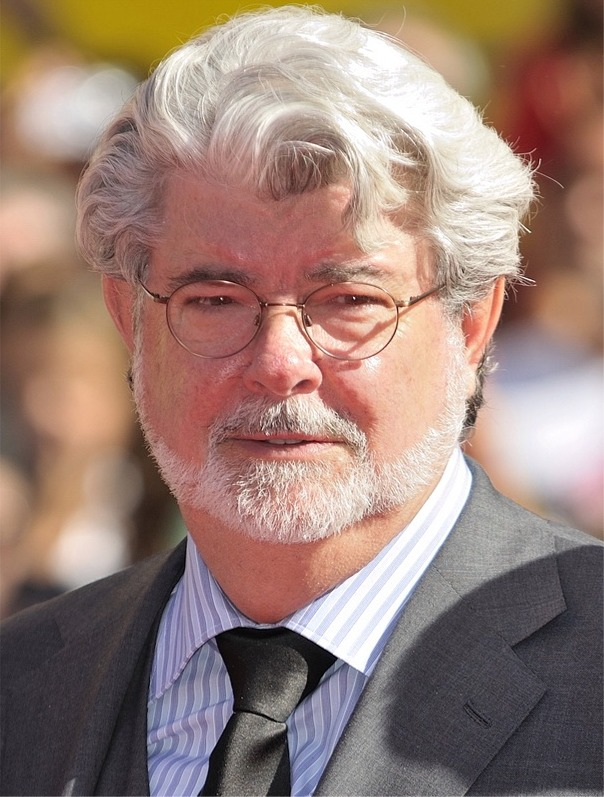
George Lucas.

- 1944: George Lucas, productor y cineasta estadounidense.
- 1944: Mario Moreno, caricaturista peruano (f. 2009).
- 1945: Francesca Annis, actriz británica.
- 1945: Vladislav Ardzinba, político y primer presidente abjasio (f. 2010).
- 1945: Yochanan Vollach, futbolista israelí.
- 1946: Claudia Goldin, economista y académica estadounidense, Premio de Economía Conmemorativo de Alfred Nobel 2023.
- 1947: Gonzalo Rodríguez Gacha, Narcotraficante colombiano (f. 1989).
- 1947: Ana Martín, actriz mexicana.
- 1949: Klaus-Peter Thaler, ciclista alemán.
- 1950: Adolfo Domínguez, diseñador de moda español.
- 1950: María Fiorentino, actriz y escritora argentina.
- 1950: Miguel Ángel Solá, actor argentino.

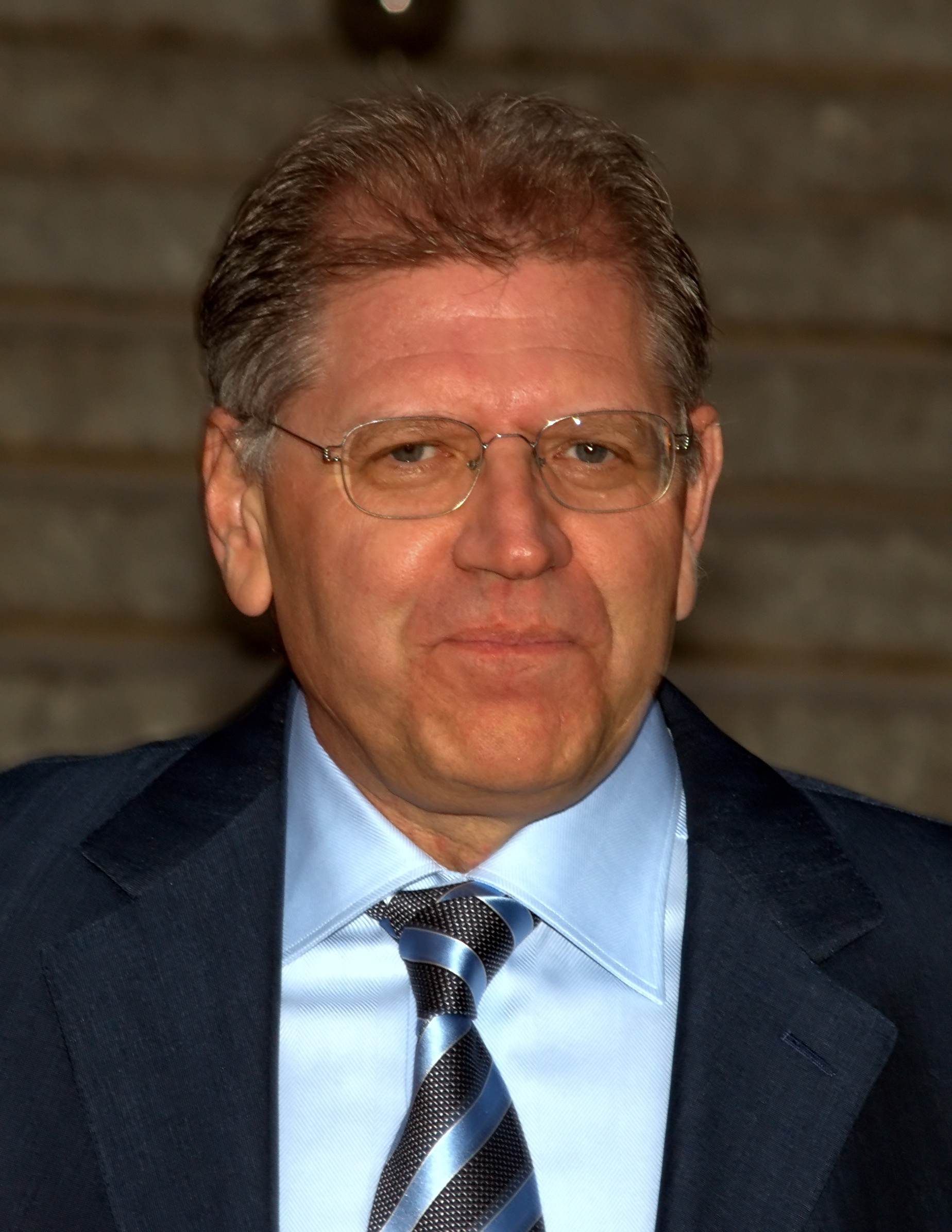
Robert Zemeckis.

- 1951: Robert Zemeckis, cineasta estadounidense.
- 1952: David Byrne, músico británico, de la banda Talking Heads.
- 1952: Scott Irwin, luchador estadounidense (f. 1987).
- 1952: Horacio Ranieri, actor argentino (f. 2000).
- 1952: Mohamed Abdul Quasim al-Zwai, político libio.
- 1953: Wim Mertens, compositor belga.
- 1953: Norodom Sihamoní, rey camboyano.
- 1954: Dolores Yoyes González Catarain, dirigente de la banda terrorista ETA (f. 1986).
- 1954: Gary Palmer, político estadounidense, miembro de la Cámara de Representantes.[2]
- 1955: Dennis Martínez, beisbolista nicaragüense.
- 1955: Alasdair Fraser, músico británico, de la banda Skyedance.
- 1957: Fernando Iglesias, político y periodista argentino.
- 1957: Marino Lejarreta, ciclista español.
- 1957: Dorángel Vargas, asesino venezolano.
- 1957: Big Van Vader, luchador y actor estadounidense.
- 1958: Rudy Pérez, músico y productor cubano-estadounidense.
- 1959: Patrick Bruel, actor y músico francés.
- 1959: Robert Greene, escritor estadounidense.
- 1960: Floreal Avellaneda, estudiante comunista argentino, torturado y asesinado a los 15 años de edad por la dictadura de Videla (f. 1976).
- 1961: Tim Roth, actor británico.
- 1962: Ferran Adrià, cocinero español.
- 1962: Javier Caumont, cantante argentino de boleros.
- 1962: C.C. DeVille, guitarrista estadounidense, de la banda Poison.
- 1962: Danny Huston, actor y cineasta estadounidense.
- 1963: Nano Guerra-García, empresario y político peruano (f. 2023).
- 1965: Eoin Colfer, escritor irlandés.
- 1965: Blanca Oteyza, actriz española.
- 1966: Damián Dreizik, actor, director teatral y guionista argentino.
- 1966: Mike Inez, bajista estadounidense de la banda Alice in Chains.
- 1966: Fabrice Morvan, cantante francés, del dúo Milli Vanilli.
- 1966: Jorge Schubert, actor y escritor argentino.
- 1969: Cate Blanchett, actriz británica de origen australiano.

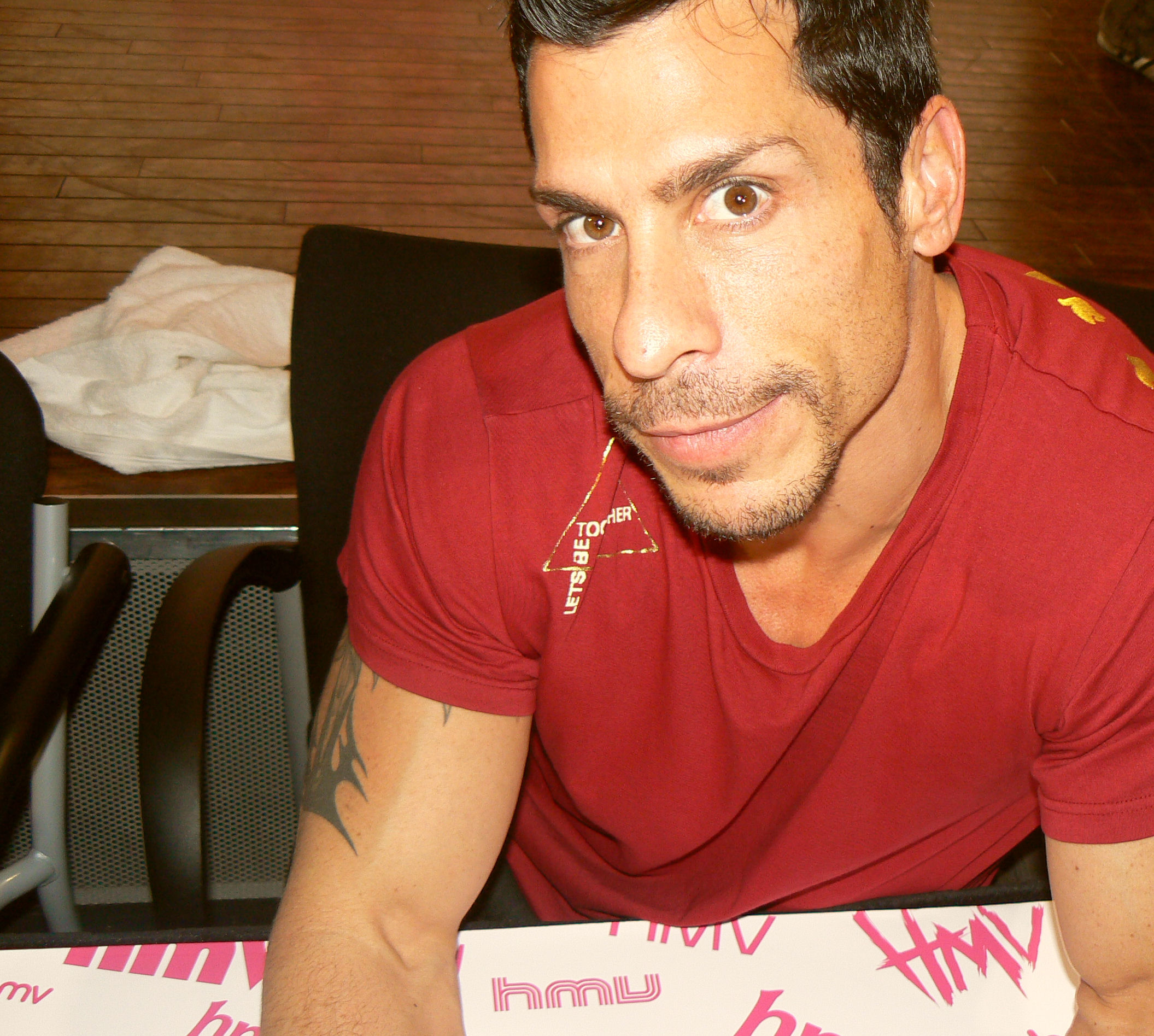
Danny Wood.

- 1969: Danny Wood, cantante estadounidense, de la banda New Kids on the Block.
- 1970: Mikel Zarrabeitia, ciclista español.
- 1971: Sofia Coppola, actriz y cineasta estadounidense.
- 1971: Alejandra Herrera, actriz chilena.
- 1971: Martin Reim, futbolista estonio.
- 1971: Mónica Arriola Gordillo, política mexicana (f. 2016).
- 1972: Ike Moriz, cantante, compositor, músico, actor y productor alemán-sudafricano
- 1973: Shanice, músico estadounidense.
- 1973: Voshon Lenard, baloncestista estadounidense.

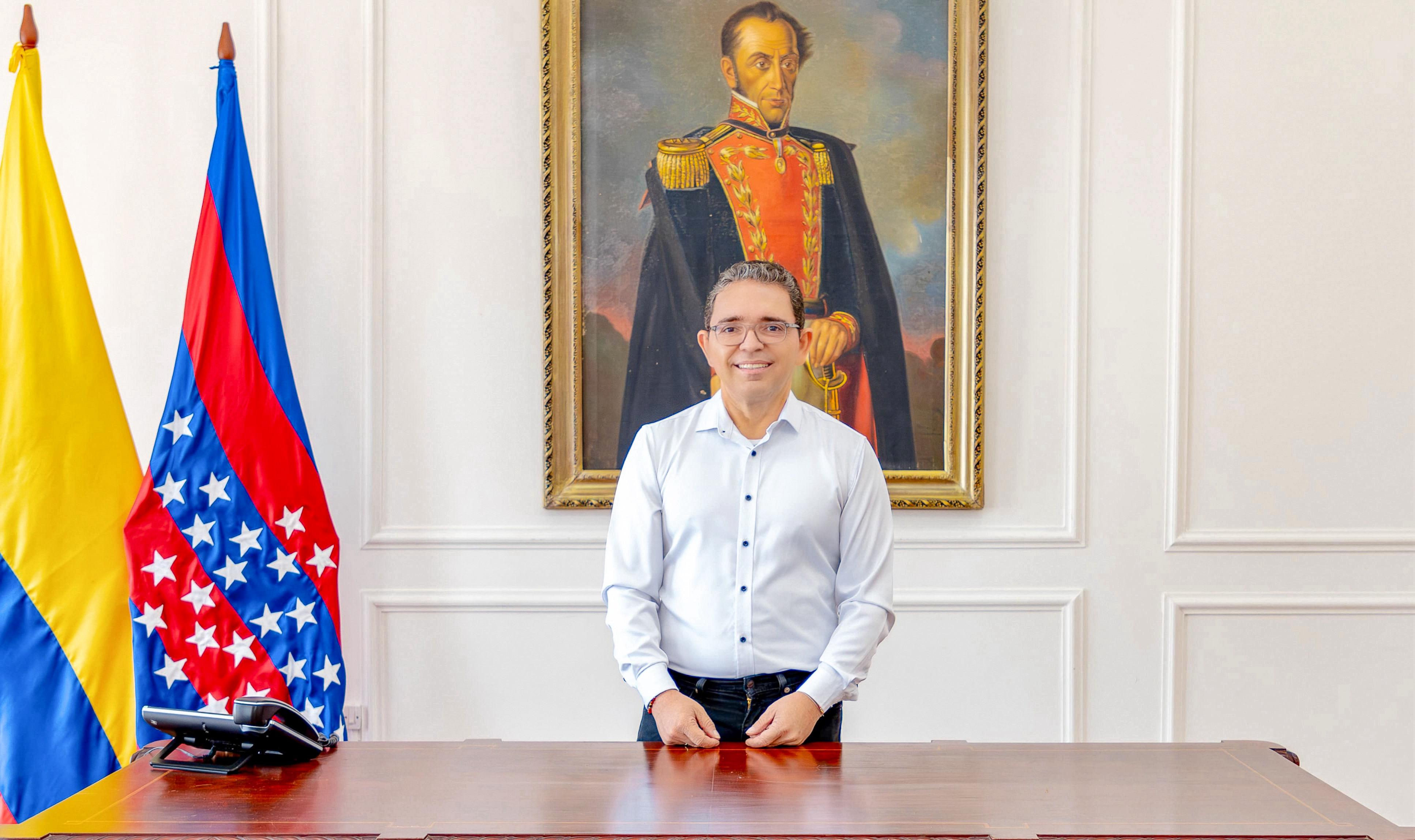
Rafael Alejandro Martínez

- 1974: Rafael Alejandro Martínez, político colombiano, Gobernador de Magdalena desde 2024.
- 1975: Salim Iles, nadador argelino.
- 1975: Nicki Sørensen, ciclista danés.
- 1976: Hunter Burgan, bajista estadounidense de AFI.
- 1976: Martine McCutcheon, actriz y cantante británica.
- 1977: Roy Halladay, beisbolista estadounidense.
- 1977: Ada Nicodemou, actriz australiano-chipriota.
- 1977: Adrián Delgado, actor de teatro, cine y televisión venezolano.
- 1978: Eddie House, baloncestista estadounidense.
- 1978: Luis Godoy, futbolista chileno.
- 1978: André Makanga, futbolista angoleño.
- 1978: Gustavo Varela, futbolista uruguayo.
- 1979: Mickaël Landreau, futbolista francés.
- 1979: Dan Auerbach, músico estadounidense de The Black Keys.
- 1979: Edwige Lawson-Wade, jugadora de baloncesto francesa.
- 1979: Mercè Llorens, actriz española.
- 1979: Clinton Morrison, futbolista irlandés.
- 1979: Carlos Tenorio, futbolista ecuatoriano.
- 1979: Macarena Olona, política española.
- 1980: Zdeněk Grygera, futbolista checo.
- 1980: Pavel Londak, futbolista estonio.
- 1980: Pablo Álvarez Núñez, futbolista español.
- 1981: Sarbel, cantante griego de origen británico.
- 1981: Bohdan Shershun, futbolista ucraniano (f. 2024).
- 1982: Porciano Ávila, futbolista hondureño.
- 1982: Kenneth García, futbolista costarricense.
- 1983: Anahí, actriz y cantante mexicana.
- 1983: Uroš Slokar, baloncestista esloveno.
- 1983: Amber Tamblyn, actriz estadounidense.
- 1984: Olly Murs, cantante británico.
- 1984: Michael Rensing, futbolista alemán.
- 1984: Nigel Reo-Coker, futbolista británico.
- 1984: Hassan Yebda, futbolista franco-argelino.

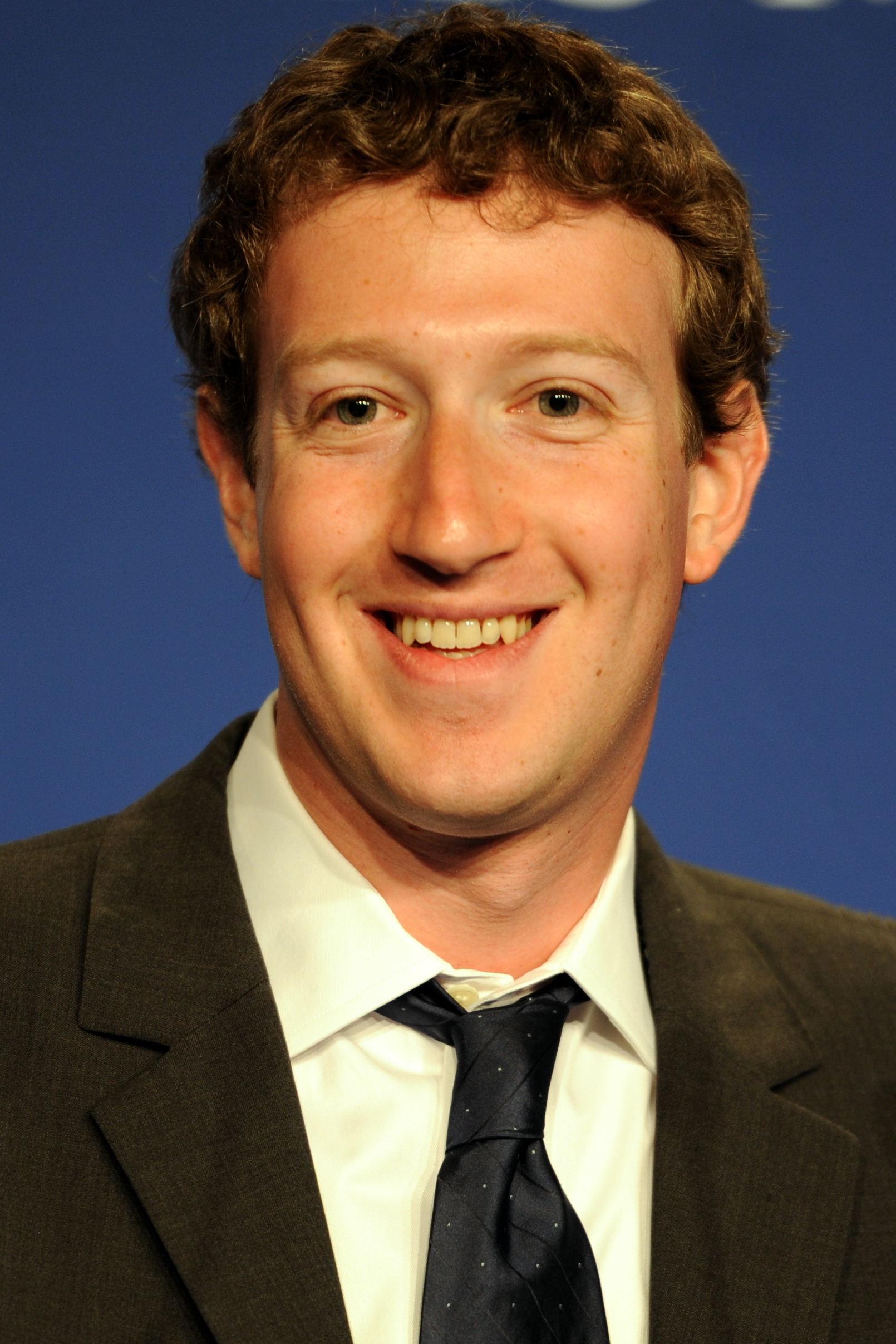
Mark Zuckerberg.

- 1984: Mark Zuckerberg, empresario estadounidense, creador de Facebook.
- 1985: Matthew Cardona, luchador profesional estadounidense.
- 1985: Sally Martin, actriz neozelandesa.
- 1985: Zack Ryder, luchador estadounidense.
- 1985: Tuimasi Manuca, futbolista fiyiano.
- 1986: Alyosha, cantante ucraniana.
- 1986: Rodolfo González, piloto venezolano.
- 1986: Marco Motta, futbolista italiano.
- 1986: Sarbel, cantante anglo-griego.
- 1986: Camila Sodi, actriz y cantante mexicana.
- 1987: Adrián Calello, futbolista argentino.
- 1987: Frank Songo’o, futbolista camerunés.
- 1987: François Steyn, rugbista sudafricano.
- 1987: Massimo Volta, futbolista italiano.
- 1988: Borja Gómez Pérez, futbolista español.
- 1989: Rob Gronkowski, jugador de fútbol americano estadounidense.
- 1989: Julia Simic, futbolista alemana.
- 1989: Shojae Khalilzadeh, futbolista iraní.
- 1991: Nathan Darmody, guitarrista estadounidense, de la banda Allstar Weekend.
- 1991: Andrés Ramiro Escobar, futbolista colombiano.
- 1991: Klingande, DJ francés.
- 1992: Johay White, futbolista costarricense.
- 1992: So Morita, futbolista japonés.
- 1993: Kristina Mladenovic, tenista francesa.
- 1993: Miranda Cosgrove, actriz y cantante estadounidense.
- 1993: Oliver Zelenika, futbolista croata.
- 1993: Derek Lunsford, culturista estadounidense.
- 1994: Marquinhos, futbolista brasileño.
- 1994: Dennis Praet, futbolista belga.
- 1994: Pernille Blume, nadadora danesa.
- 1995: Bathusi Aubaas, futbolista sudafricano.
- 1995: Lasha Dvali, futbolista georgiano.
- 1995: Haruki Umemura, futbolista japonés.

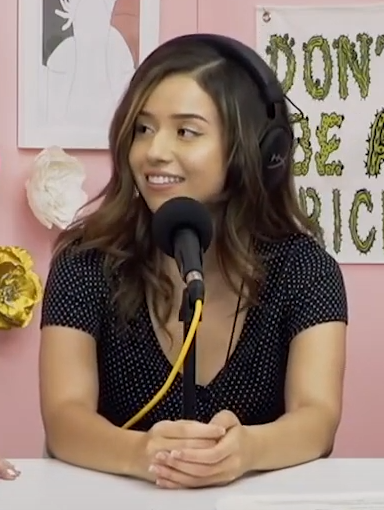
Pokimane

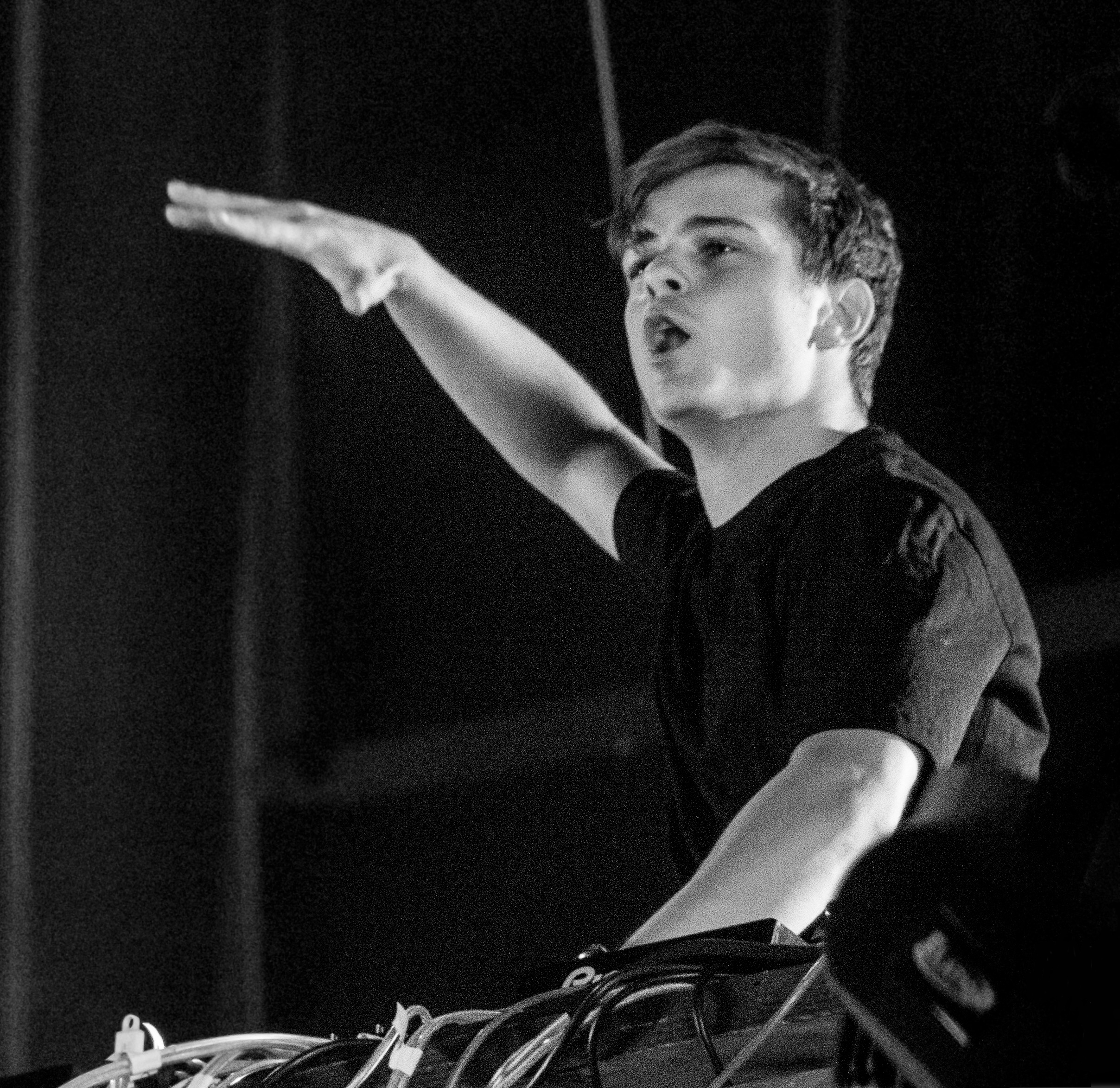
Martin Garrix

- 1996: Martin Garrix, DJ neerlandés.
- 1996: Ervin Zorrilla, futbolista panameño.
- 1996: Diego González Hernández, futbolista mexicano.
- 1996: Pokimane, youtuber marroquí-canadiense.
- 1996: McKaley Miller, actriz estadounidense.
- 1997: Kristijan Jakić, futbolista croata.
- 1997: Raimundo Rebolledo, futbolista chileno.
- 1997: Rúben Dias, futbolista portugués.
- 1997: Sergio González Martínez, futbolista español.
- 1997: Stefan Posch, futbolista austriaco.
- 1997: Yao Dieudonne, futbolista marfileño.
- 1997: Harrinson Robel Bernárdez, futbolista hondureño.
- 1997: ASMR Darling, youtuber estadounidense.
- 1998: Alexandr Belousov, futbolista moldavo.
- 1998: Gian Carlos Terreros, futbolista ecuatoriano.
- 1998: Aaron Ramsdale, futbolista inglés.
- 1998: Milan Milić, balonmanista serbio.
- 1998: Ninos Nikolaídis, remero griego.
- 1999: Bonnie Blue, actriz pornográfica británica.
- 1999: Adrián Guillermo Sánchez, futbolista argentino.
- 2000: José Gragera Amado, futbolista español.
- 2000: Firas Al-Buraikan, futbolista saudí.
- 2000: Tereza Švábíková, jugadora de bádminton checa.
- 2000: Ilan Van Wilder, ciclista belga.
- 2000: Madlen Radukanova, gimnasta artística búlgara.
- 2000: Elīna Vītola, pilota de luge letona.
- 2000: Jordan Howden, jugador de fútbol americano estadounidense.
- 2001: Ayman Yahya, futbolista saudí.
- 2001: Kevin Ackermann, futbolista sueco.
- 2001: Filippo Ranocchia, futbolista italiano.
- 2002: Brian Nicolás Mansilla, futbolista uruguayo.
- 2002: Zach Edey, baloncestista canadiense.
- 2003: Jorge Alastuey, futbolista español.
- 2003: Yeray Cabanzón, futbolista español.
- 2003: Mohamed Dhaoui, futbolista tunecino.

## Fallecimientos
- 649: Teodoro I, papa palestino-griego (n. ¿?)

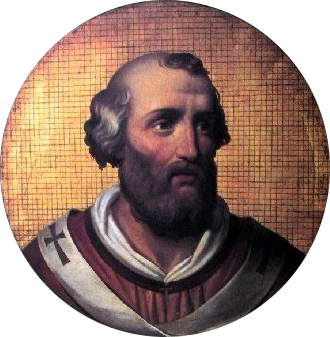
Juan XII.

- 964: Juan XII, papa italiano entre 955 y 964 (n. 937).
- 1219: William Marshal, militar inglés (n. 1146).
- 1313: Boleslao I el Bravo, aristócrata polaco (n. 1281).
- 1470: Carlos VIII, rey sueco (n. 1409).
- 1507: Hernando de Talavera, monje español (n. 1428).
- 1574: Gurú Amar Das, tercer gurú sij indio (n. 1479).
- 1608: Carlos III, aristócrata francés (n. 1543).
- 1610: Enrique IV de Francia y III de Navarra, rey de Francia y Navarra y copríncipe de Andorra (n. 1553).

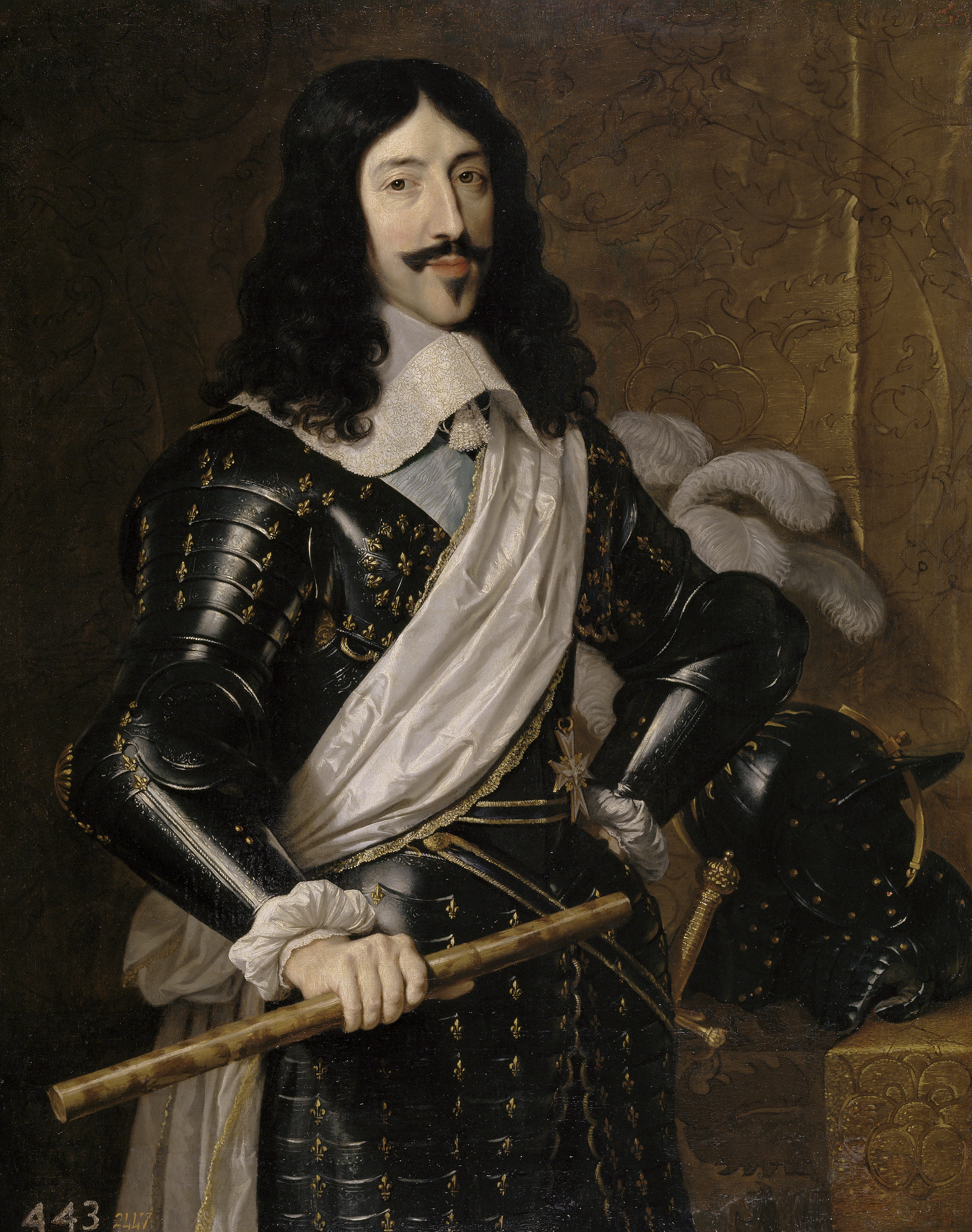
Luis XIII de Francia.

- 1643: Luis XIII de Francia, rey francés, hijo del anterior (n. 1601).
- 1667: Georges de Scudéry, escritor y académico francés (n. 1598).
- 1726: Francisco de Barbadillo y Vitoria, abogado y político español, gobernador del Nuevo Reino de León (n. 1670).
- 1734: Georg Ernst Stahl, químico, técnico metalúrgico y médico alemán (n. 1660).
- 1754: Pierre-Claude Nivelle de La Chaussée, escritor francés (n. 1692).
- 1761: Thomas Simpson, matemático británico (n. 1710).
- 1791: Franziska Lebrun, cantante y compositora alemana (n. 1756).
- 1797: Ireneo Affò, historiador del arte y literato italiano (n. 1741).
- 1818: Matthew Lewis, novelista británico (n. 1775).
- 1828: Margaret Nicholson, mujer británica que atacó al rey Jorge III en 1786 (n. 1750).
- 1843: Ljubica, princesa serbia (n. 1788).

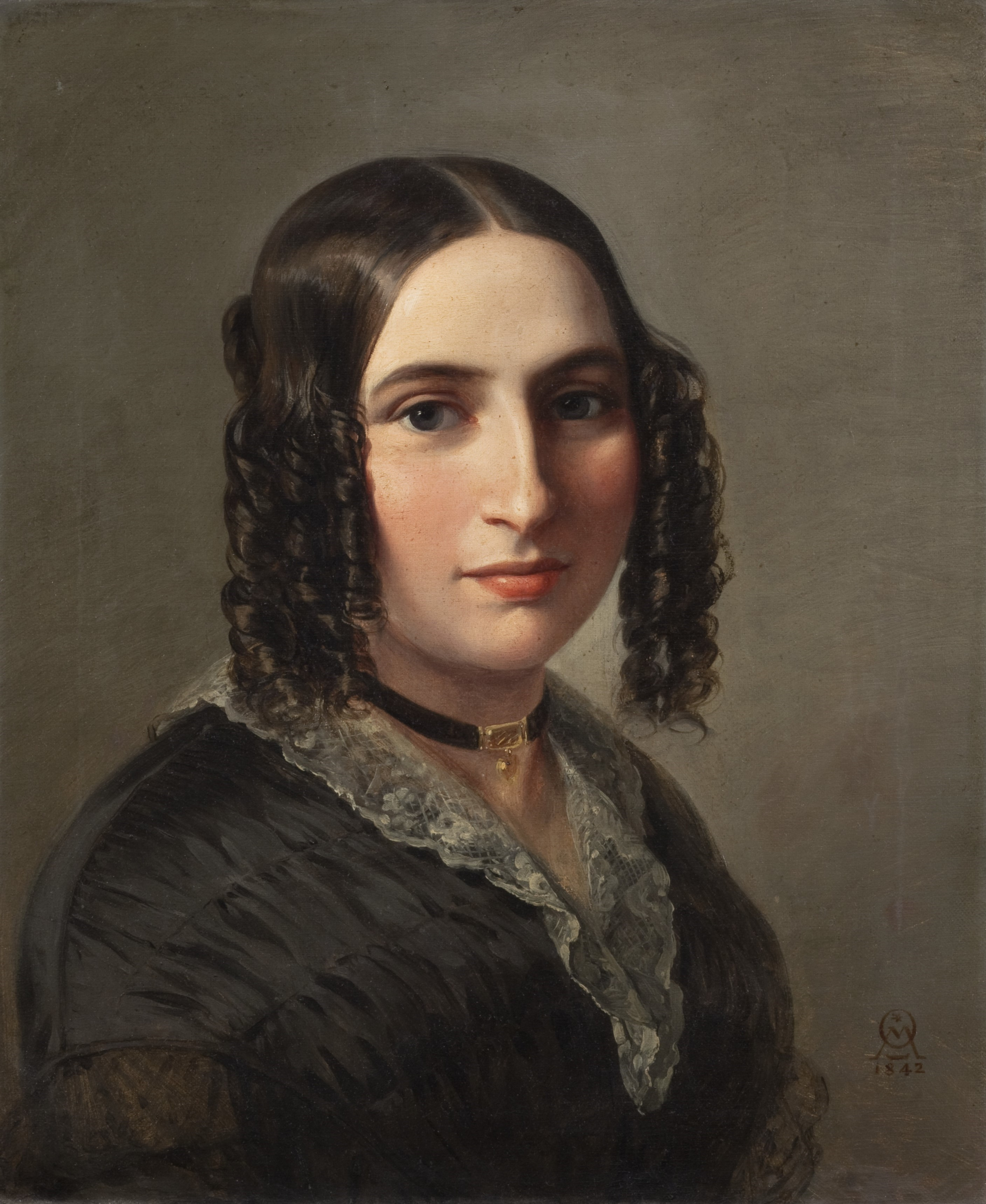
Fanny Mendelssohn.

- 1847: Fanny Mendelssohn, compositora y pianista alemana (n. 1805).
- 1851: Manuel Gómez Pedraza, general y expresidente mexicano entre 1832 y 1833 (n. 1789).
- 1860: Ludwig Bechstein, escritor y bibliotecario alemán (n. 1801).
- 1863: Michel Garicoits, santo católico y sacerdote francés (n. 1797).
- 1873: Gideon Brecher, médico y escritor judío austriaco (n. 1797).
- 1877: Jakob Stutz, escritor suizo (n. 1801).
- 1878: Ōkubo Toshimichi, político japonés (n. 1830).
- 1881: Mary Seacole, enfermera británica (n. 1805).
- 1887: Hippolyte Bayard, inventor francés (n. 1801).
- 1887: Lysander Spooner, filósofo estadounidense (n. 1808).
- 1893: Ernst Kummer, matemático alemán (n. 1810).
- 1906: Carl Schurz, político revolucionario alemán (n. 1829).
- 1912: August Strindberg, escritor y dramaturgo sueco (n. 1849).
- 1912: Federico VIII, rey danés (n. 1843).
- 1918: Joaquim Pimenta de Castro, militar y político portugués (n. 1846).
- 1919: Henry John Heinz, empresario estadounidense (n. 1844).
- 1923: Charles de Freycinet, primer ministro francés (n. 1828).
- 1925: Henry Rider Haggard, novelista británico (n. 1856).
- 1931: David Belasco, director, productor de teatro y dramaturgo californiano (n. 1853).
- 1931: Denys Finch Hatton, cazador británico (n. 1887).
- 1932: Luis Razetti, médico cirujano venezolano (n. 1862).
- 1933: Juan Antonio Bibiloni, abogado y político argentino (n. 1860).
- 1935: Magnus Hirschfeld, médico alemán (n. 1868).
- 1936: Edmund Allenby, general británico (n. 1861).
- 1938: Miguel Cabanellas, militar español (n. 1872).
- 1940: Emma Goldman, anarquista y feminista lituano-estadounidense (n. 1869).

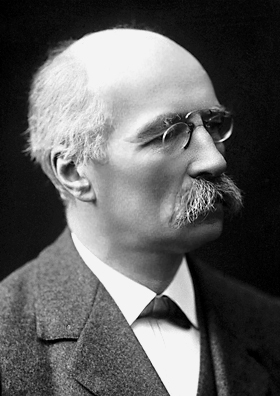
Henri La Fontaine.

- 1943: Henri La Fontaine, político belga, premio nobel de la paz en 1913 (n. 1854).
- 1945: Heber J. Grant, séptimo presidente de la iglesia mormona (n. 1856).
- 1945: Isis Pogson, astrónoma y meteoróloga británica (n. 1852).
- 1954: Heinz Guderian, general alemán (n. 1888).
- 1954: Maria Kirstine Dorothea Thit Jensen (81), escritora danesa (n. 1876).
- 1954: Camil Petrescu, novelista, dramaturgo y teórico literario (n. 1894).
- 1959: María Antonia de Portugal, aristócrata portuguesa (n. 1862).
- 1959: Sidney Bechet, saxofonista soprano y músico estadounidense de jazz (n. 1897).
- 1960: Lucrezia Bori, soprano española.
- 1960: Last Reason (Máximo Sáenz) escritor y periodista uruguayo (n. ?).
- 1966: Ludwig Meidner, pintor alemán (n. 1884).
- 1967: Ernst Thommen, dirigente deportivo suizo, Presidente interino de la FIFA entre marzo y septiembre de 1961 (n. 1899).
- 1968: Husband E. Kimmel, almirante estadounidense (n. 1882).
- 1969: José Amalfitani, dirigente deportivo argentino, presidente de Vélez Sarsfield durante más de 30 años (n. 1894).
- 1969: Frederick Lane, nadador australiano.
- 1970: Billie Burke, actriz estadounidense (n. 1884).
- 1970: Fritz Perls, psicólogo alemán (n. 1893).
- 1973: Jean Gebser, escritor, lingüista y poeta de origen alemán (n. 1905).
- 1975: Ernst Alexanderson, ingeniero eléctrico sueco.
- 1976: Keith Relf, cantante y músico británico, de la banda The Yardbirds (n. 1943).
- 1978: Robert Menzies, político australiano, primer ministro (n. 1894).
- 1978: Alexander Kipnis, bajo ucraniano.
- 1979: José Camón Aznar, historiador y pensador español (n. 1898).
- 1980: Hugh Griffith, actor británico (n. 1912).
- 1981: Miguel Andreolo, futbolista ítalo-uruguayo (n. 1912).
- 1982: Hugh Beaumont, actor estadounidense (n. 1909).
- 1983: Miguel Alemán Valdés, presidente mexicano entre 1946 y 1952 (n. 1903).
- 1983: Eduardo Benavente, músico español, de la banda Parálisis Permanente (n. 1962).
- 1984: Walter Rauff, coronel alemán (n. 1906).

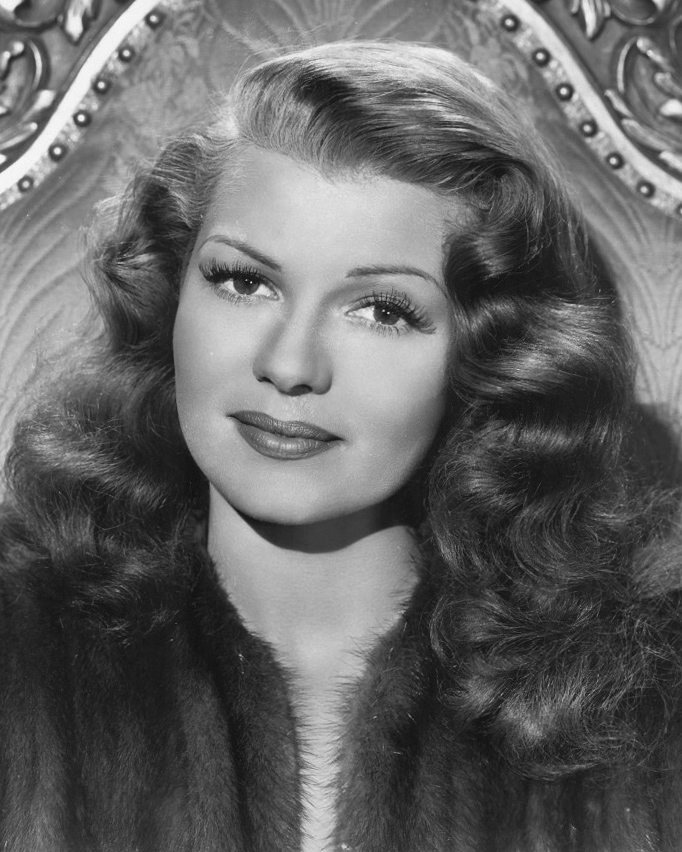
Rita Hayworth.

- 1987: Rita Hayworth, actriz, cantante y bailarina estadounidense (n. 1918).
- 1988: Willem Drees, primer ministro neerlandés
- 1991: José María Rodero, actor español de cine y teatro (n. 1922).
- 1991: Jiang Qing, política china, cuarta esposa del líder Mao Zedong (n. 1914).
- 1992: Nie Rongzhen, líder militar comunista chino (n. 1899).
- 1994: Ramón de Garciasol, poeta español (n. 1913).
- 1995: William Alfred Fowler, físico estadounidense, premio nobel de física en 1983 (n. 1911).
- 1995: Rodrigo Arenas Betancourt, escultor colombiano (n. 1919).
- 1995: Mia Martini, cantante italiana (n. 1947).
- 1995: Fausto Olivares Palacios, pintor español (n. 1940).
- 1995: Christian B. Anfinsen, bioquímico estadounidense premio Nobel (n. 1916).

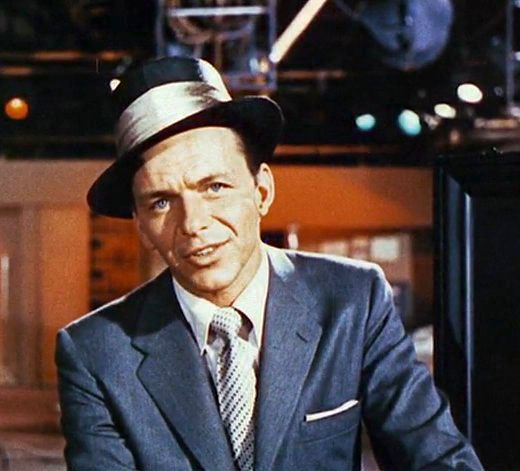
Frank Sinatra.

- 1998: Frank Sinatra, cantante y actor estadounidense (n. 1915).
- 1998: Marjory Stoneman Douglas, conservacionista y escritora estadounidense (n. 1890).
- 2000: Obuchi Keizo, primer ministro de Japón (n. 1937).
- 2001: Mauro Bolognini, cineasta italiano (n. 1922).
- 2002: José Lutzenberger, ambientalista brasileño (n. 1926).
- 2003: Dave DeBusschere, baloncestista estadounidense.
- 2003: Wendy Hiller, actriz británica (n. 1912).
- 2003: Dante Quinterno, creador de historietas (Patoruzú) y dibujante argentino (n. 1909).
- 2003: Robert Stack, actor estadounidense (n. 1919).
- 2004: Gato Dumas, cocinero argentino (n. 1938).
- 2004: Jesús Gil, empresario y dirigente futbolístico español (n. 1933).
- 2004: Anna Lee, actriz británica (n. 1913).
- 2006: Robert Bruce Merrifield, bioquímico estadounidense, Premio Nobel de Química en 1984.
- 2006: Eva Norvind, actriz mexicana (n. 1944).
- 2008: Roberto Di Chiara, periodista argentino, fundador del archivo de cine, radio y televisión más grande de América Latina (n. 1933).
- 2009: Monica Bleibtreu, actriz, guionista y profesora austriaca (n. 1944).
- 2011: Birgitta Trotzig, escritora sueca (n. 1929).
- 2012: Mario Trejo, escritor y periodista argentino (n. 1926).
- 2013: Arsen Chilingaryan, futbolista y entrenador armenio (n. 1962).
- 2013: Asghar Ali Engineer, activista y escritora hindú (n. 1939).
- 2015: B. B. King, músico, cantante y compositor estadounidense (n. 1925)
- 2017: Powers Boothe, actor estadounidense de cine, teatro y televisión; infarto (n. 1948).
- 2017: Germán Yanke, periodista español (n. 1955).
- 2018: Tom Wolfe, periodista y escritor estadounidense (n. 1930).
- 2019: Grumpy Cat, gata estadounidense famosa en internet (n. 2012).
- 2020: Jorge Santana, guitarrista mexicano, Hermano de Carlos Santana.(n. 1951).
- 2021: Jaime Garza, actor y escritor mexicano (n. 1954).
- 2022: América Alonso (86), actriz venezolana (n. 1936).
- 2022: Maxi Rolón (27), futbolista argentino (n. 1995).

## Celebraciones
- Día Continental del Seguro.

 Por países
(Por orden alfabético)
- Argentina
  - Día del Futbolista Argentino.
  - Día del Dirigente Deportivo.
En conmemoración de José "Pepe" Amalfitani, quien fue Presidente de Club Atlético Vélez Sarsfield y uno de los dirigentes más destacados de Argentina, fallecido en 1969.
  - Día de la Manicura.
  -  Misiones: 
    - Aniversario de Colonia Polana.[3]
Fundación: 14 de mayo de 1957 (68 años).

- Chile
  - Día de la Ingeniería Chilena.
  - Día del Ingeniero.
  - Día de la Manicurista.

- Estados Unidos:
  - Día del Biscuit.
(en inglés: Biscuit Day).

- Israel: 
  - Día de la Independencia.

- Japón:
  - Izumo Taisha (Ciudad Izumo): Primer día del Festival anual.

- Liberia:
  - Día de la Unificación Nacional.
También llamado «Día de la Integración», su propósito es mejorar las relaciones entre los descendientes de esclavos estadounidenses y los miembros de la población aborigen. Establecido en 1960.
(en inglés: National Unification Day).

- Paraguay: 
  - Día de la Independencia.[4]

### Santoral católico

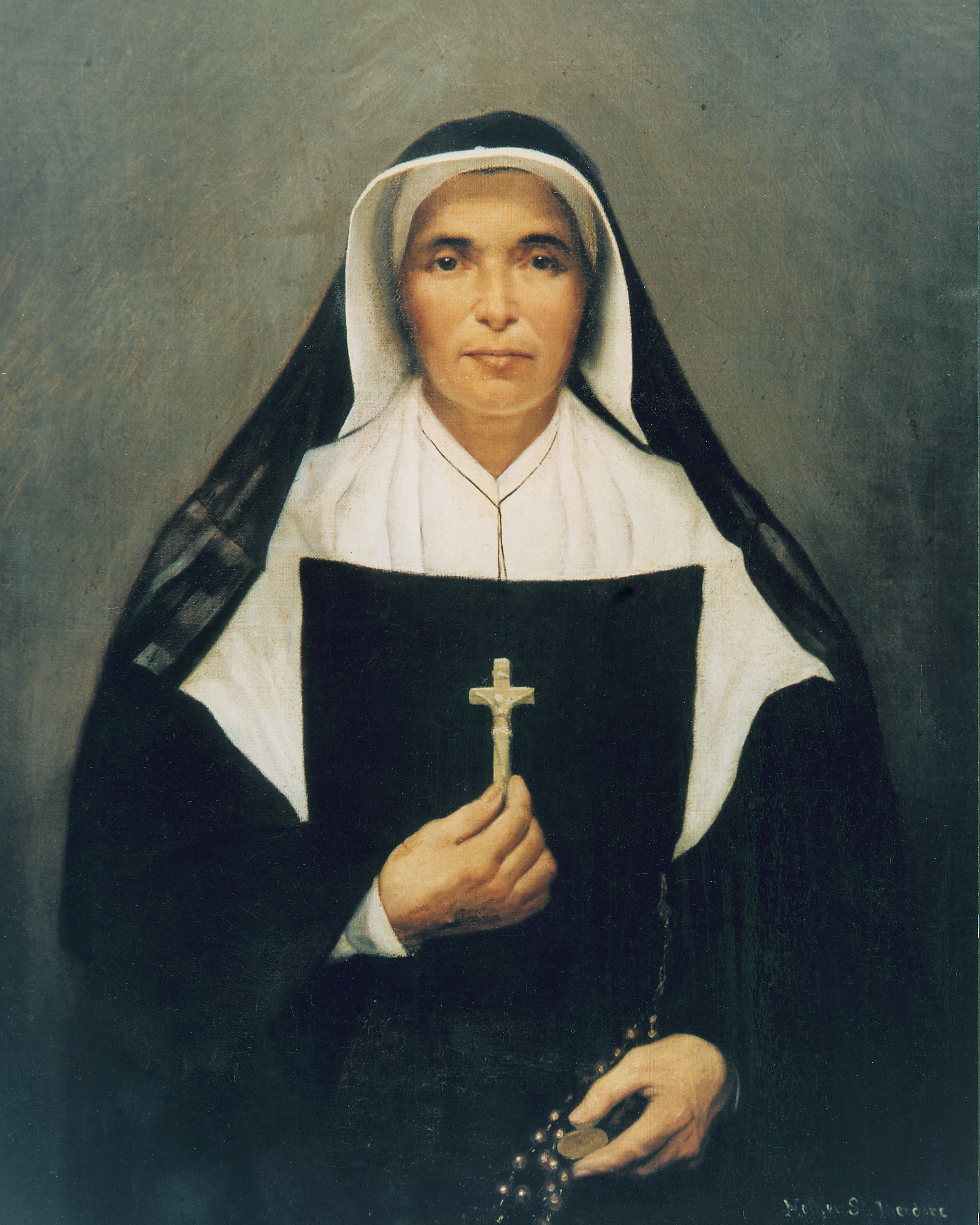
Santa Teodora Guérin.

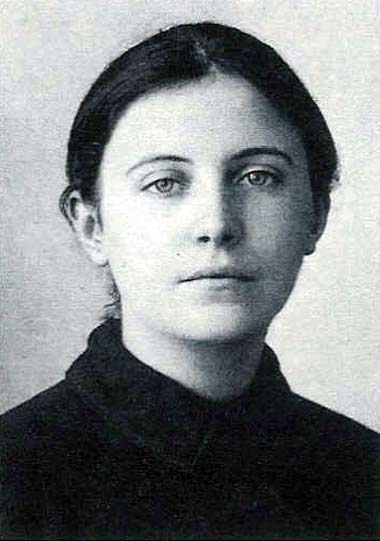
Santa Gema Galgani.

- San Abrúnculo de Langres.[5]
- San Cartago de Lismore.[5]
- Santa Enedina de Cerdeña.
- San Eremberto de Tolouse.[5]
- San Galo de Clermont.[5]
- San Isidoro de Quío.[5]
- Santa Justa de Cerdeña.[5]
- Santa María Mazzarello.[5]
- San Matías, apóstol.[5]
- San Máximo de Asia.[5]
- San Miguel Garicoïts.[5]
- San Poncio de Cimiez.[5]
- Beato Gil de Vaozéla.[5]
- Santa Teodora Guérin.[5](imagen ilustrativa).
- Beato Tutón de Ratisbona.[5]
- Santa Gema Galgani. (imagen ilustrativa).

 Por países
(Por orden alfabético)
- España:
  - Pereña de la Ribera: romería de la Virgen del Castillo.
  - Petrel (Alicante): celebración del día de su patrón, San Bonifacio Mártir.